# Brood XIII

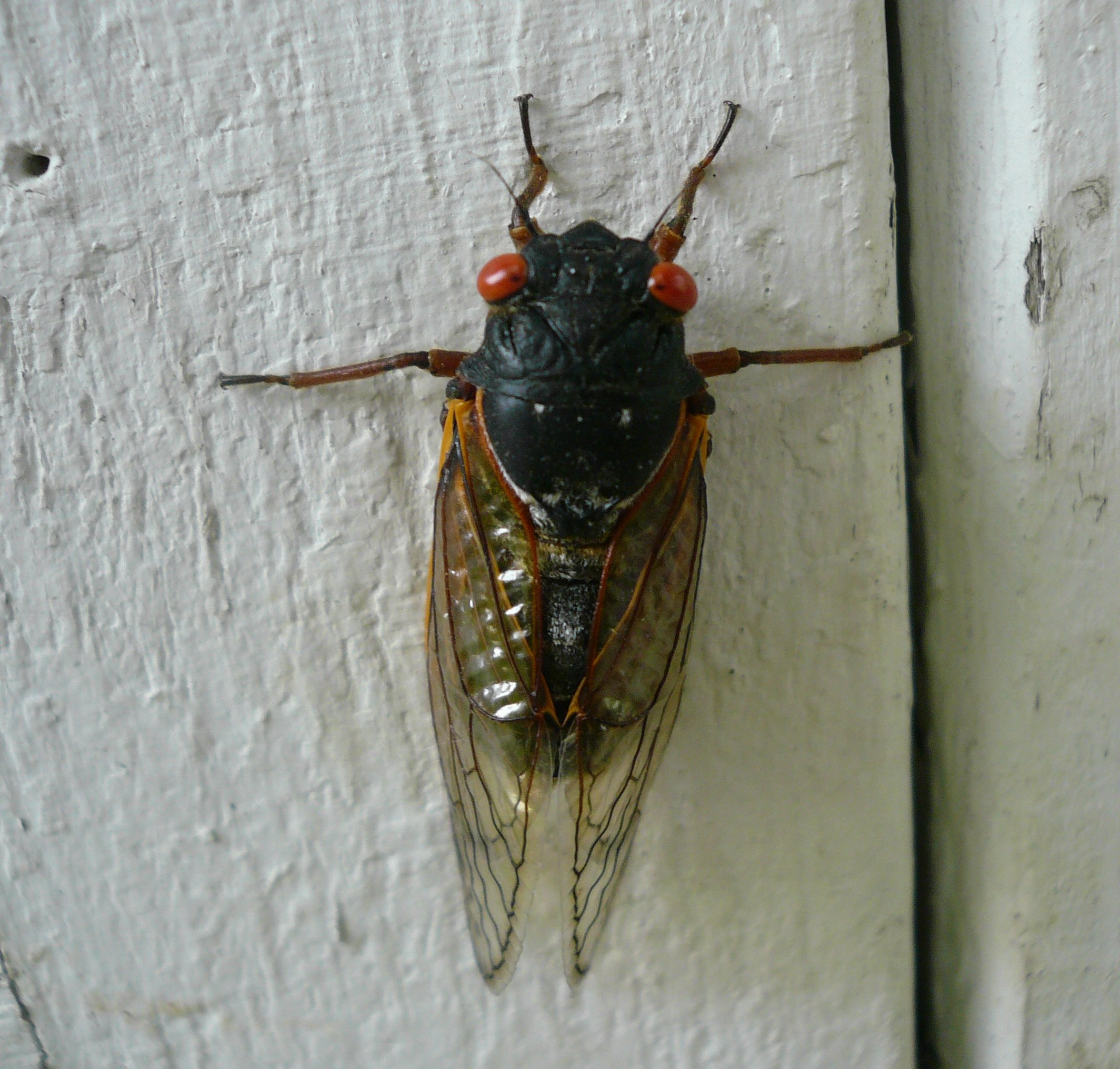
Brood XIII

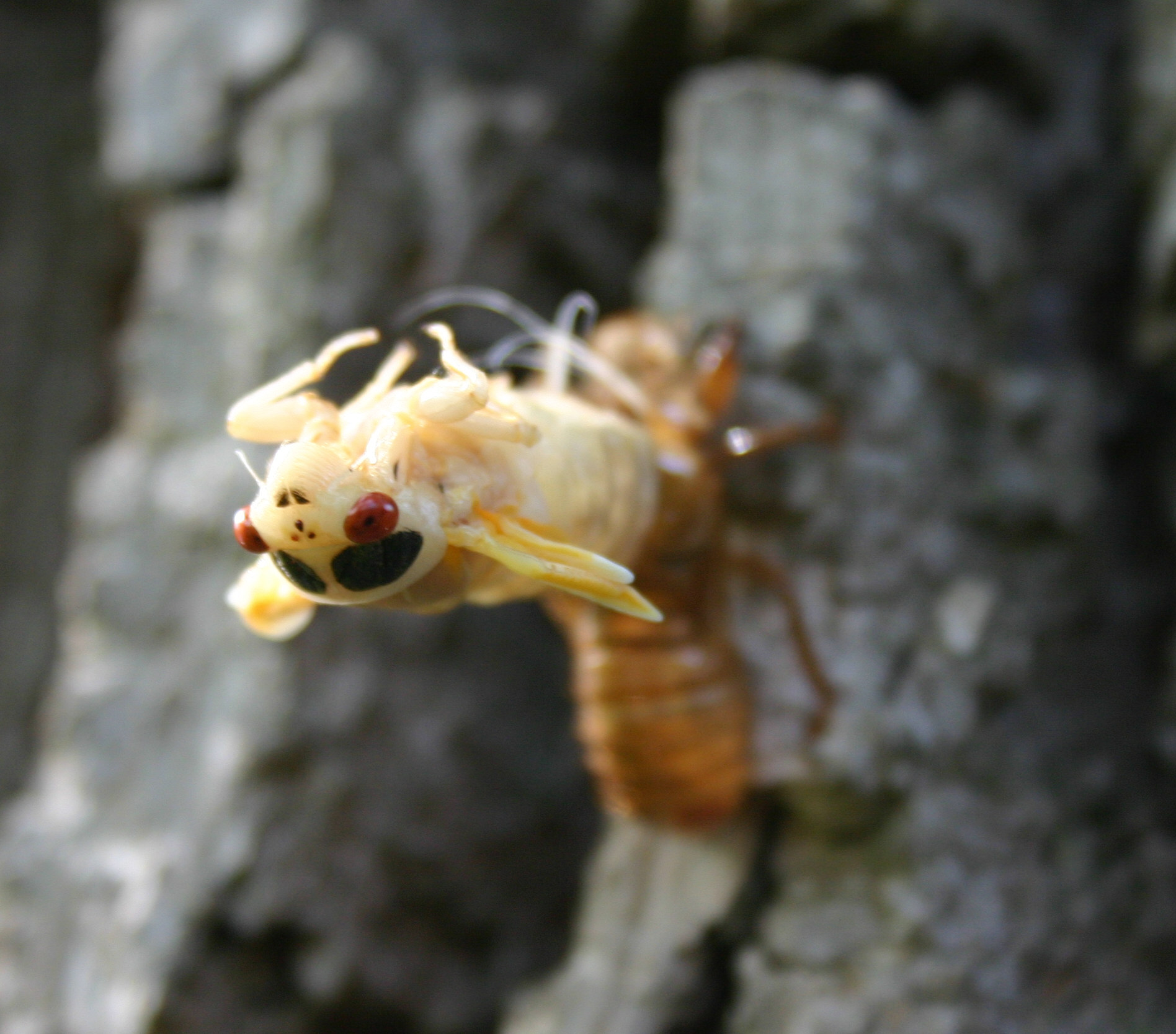
Zikade der Brood XIII beim Schlupf.

Brood XIII (Brood 13, Northern Illinois Brood)  ist eine Population der „Periodischen Zikaden“ (Magicicada) im Nordosten der USA. Jedes 17. Jahr bohren sich Zikaden der Brood XIII en masse an die Erdoberfläche, legen Eier und sterben im Verlauf weniger Wochen.
Anfang des 20. Jahrhunderts hatte der Entomologe Charles Lester Marlatt 30 verschiedene Populationen ausgemacht, von denen im Laufe der Jahre ca. 15 auch bestätigt werden konnten. Brood XIII gehört zu den 12 Populationen mit einem Lebenszyklus von 17 Jahren.
Das letzte Auftreten fand im Frühling und Sommer 2024 statt. Die Insekten waren in Gebieten des nördlichen Illinois, des östlichen Iowa, des südlichen Wisconsin und in einem schmalen Streifen von Indiana am Lake Michigan und in Michigan zu finden. Das nächste Auftreten ist 2041 zu erwarten.
Die 4 cm langen (1,5 in) schwarzen Insekten können weder stechen noch beißen. Sobald sie die Erdoberfläche erreichen, häuten sie sich und hinterlassen die leeren Larvenhäute am Boden. Sie klettern auf Bäume und Büsche, paaren sich und sterben nach ca. zwei Wochen. Es können bis zu einer Million Exemplare pro Hektar (2,5 acres) auftreten.

## Ravinia
In Highland Park, einer Vorstadt von Chicago gab es 2007 Bedenken, ob die Zikaden das Ravinia Festival im Mai und Juni stören würden. Der Chicago Tribune berichtete, dass Ravinia das Programm anpasste, damit die Konzerte des Chicago Symphony Orchestra (CSO) nicht übertönt würden und weitere Konzerte wurden in Hallen verlegt.

## Galerie

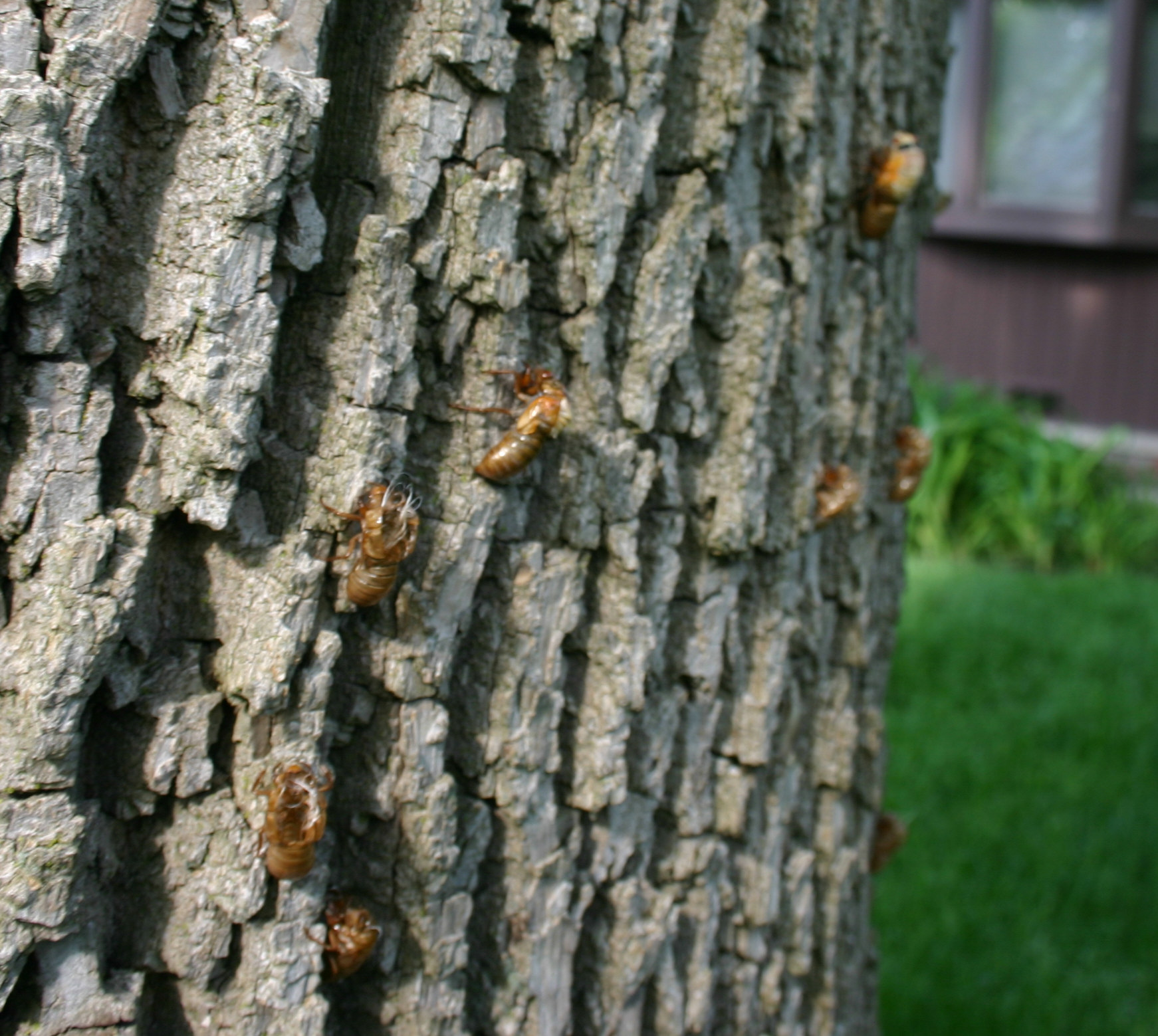
Verschiedene Phasen des Schlupfs
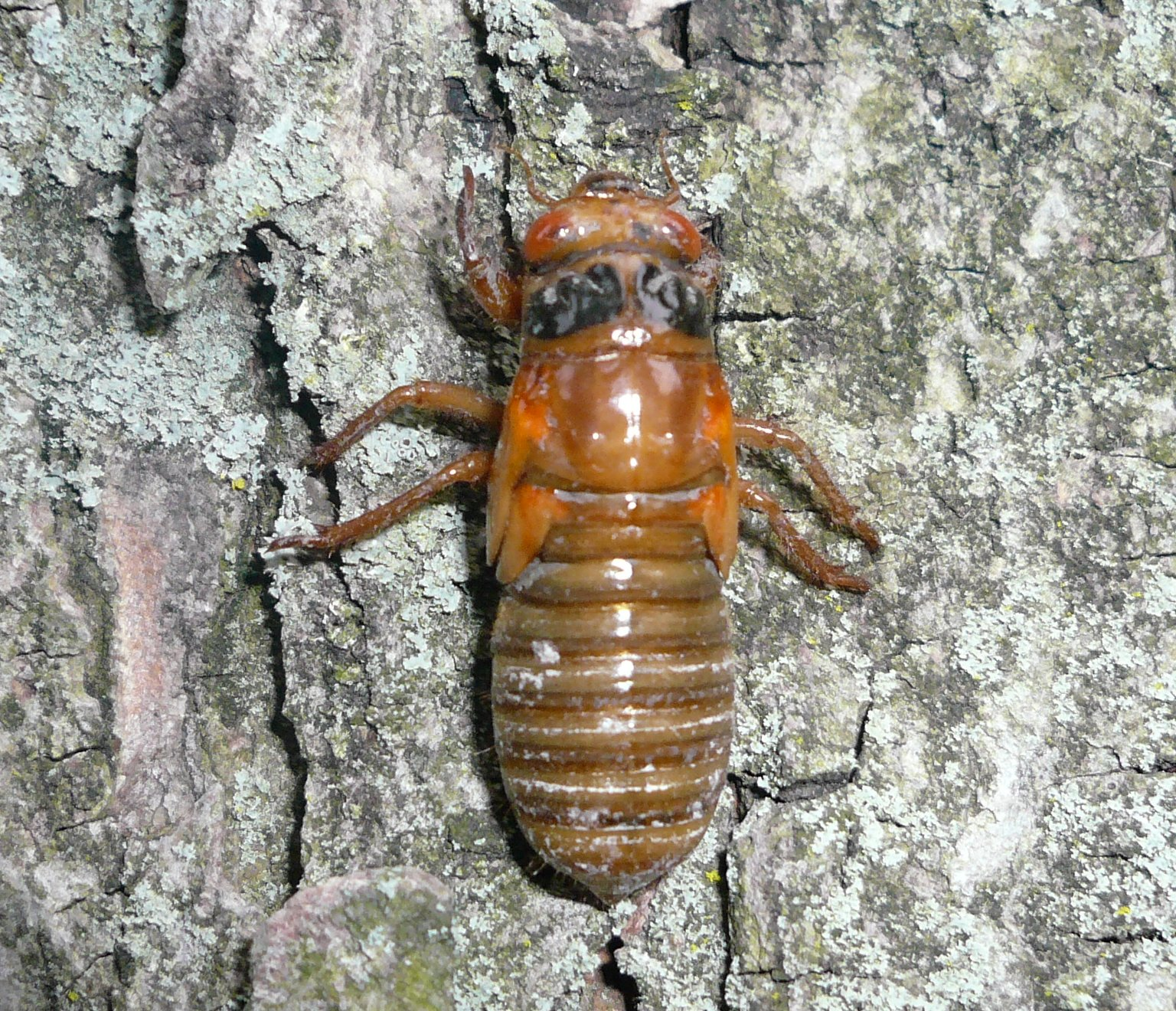
Brood XIII Larve
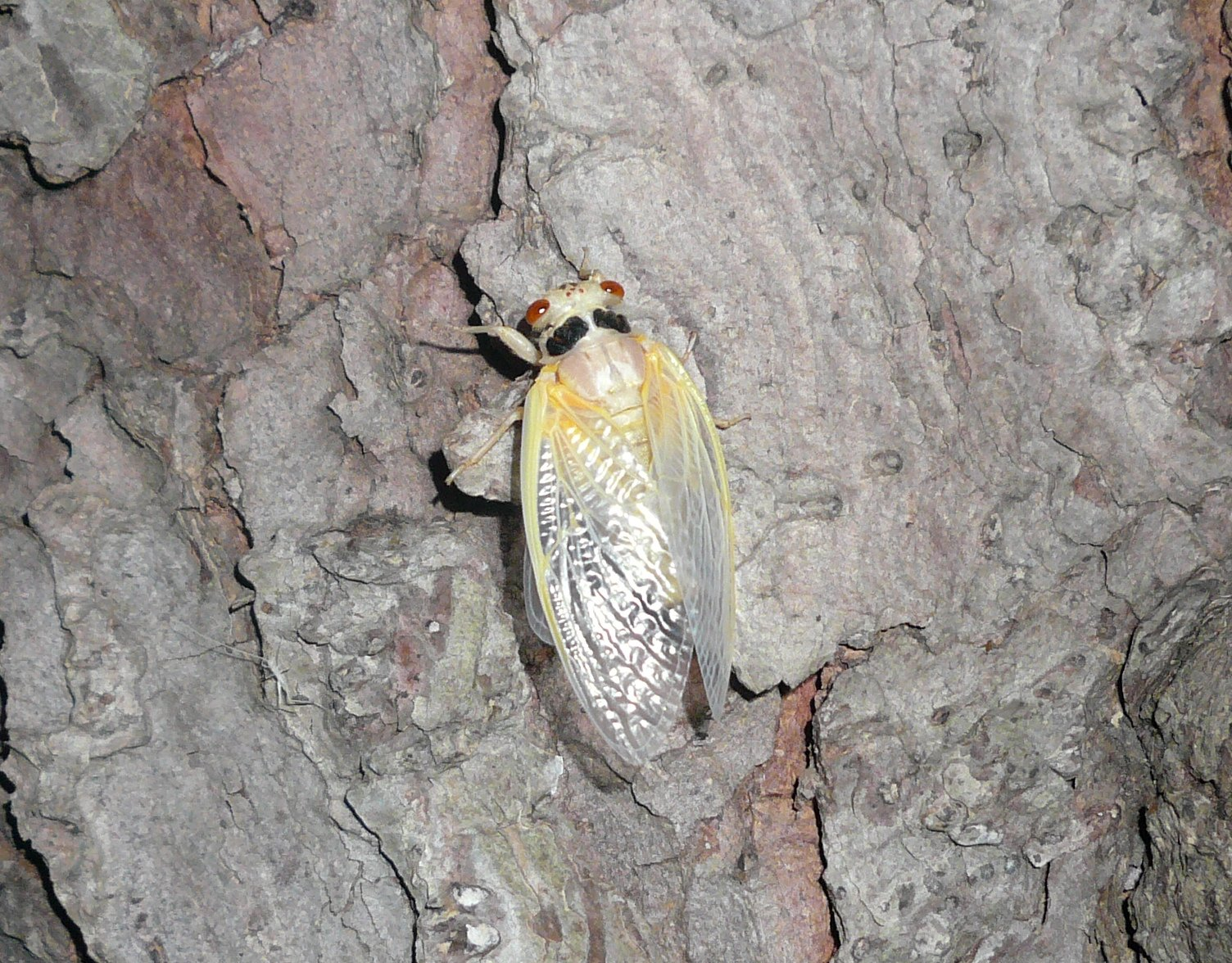
Frisch geschlüpfte Zikade
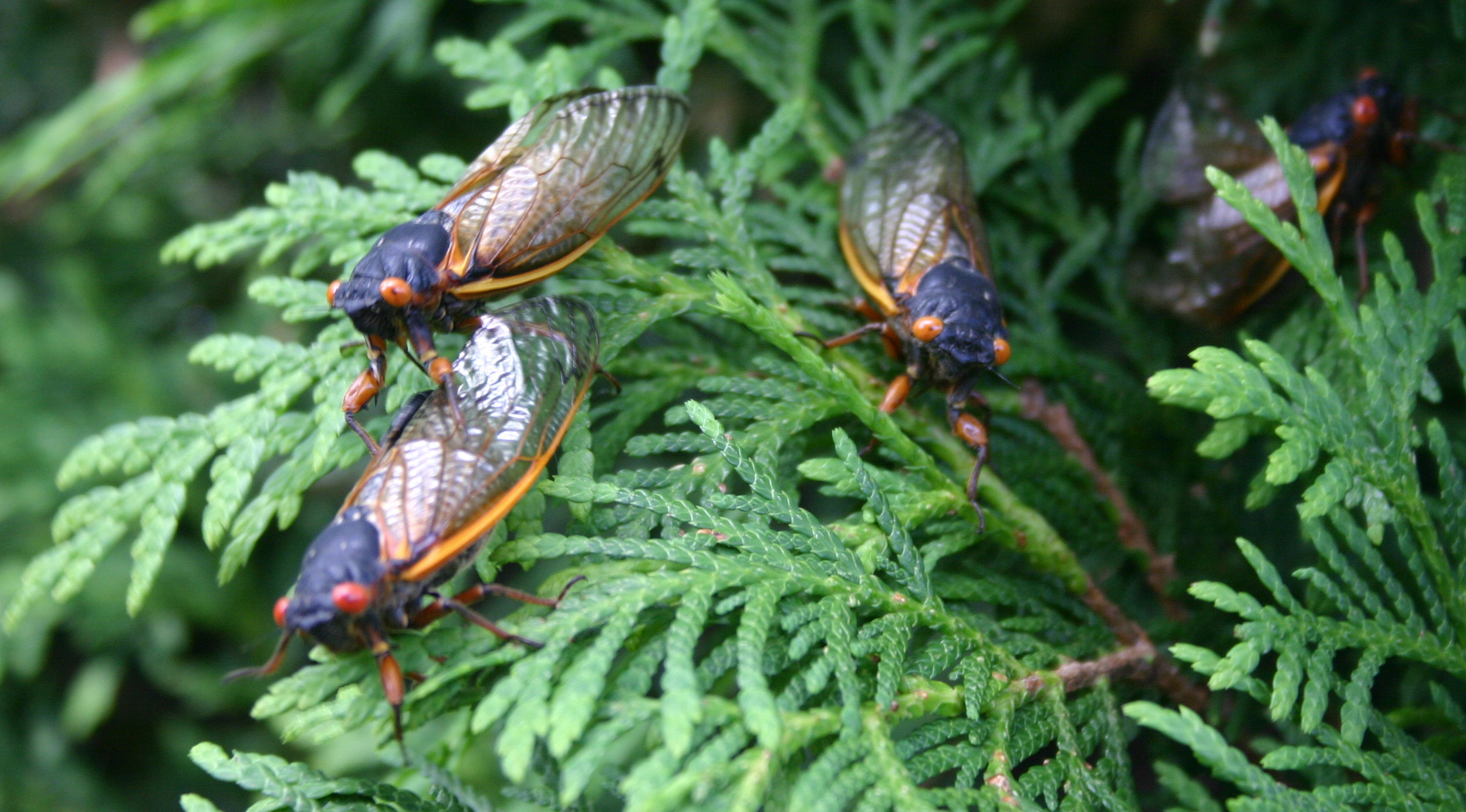
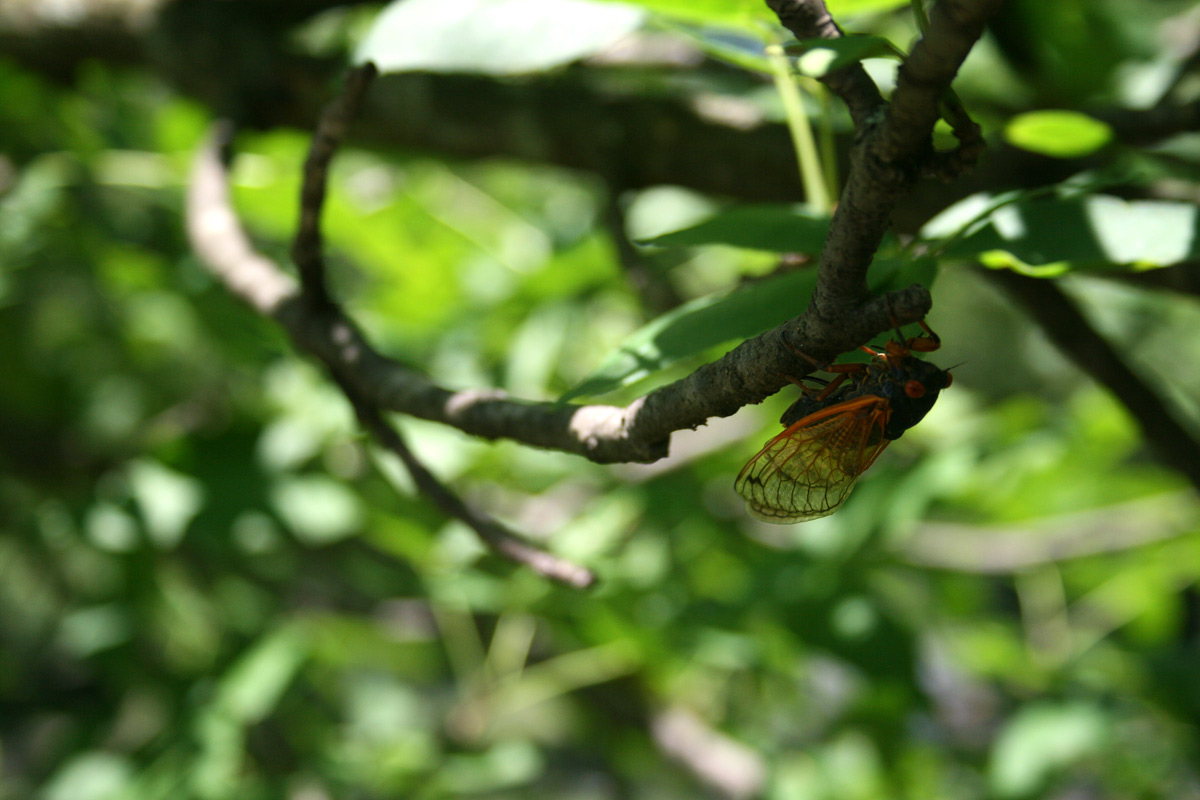
Brood XIII in Westchester, Ill., 21. Juni 2007